# Sticteulima
Sticteulima is een geslacht van weekdieren uit de klasse van de Gastropoda (slakken).

## Soorten
- Sticteulima australiensis (Thiele, 1930)
- Sticteulima badia (Watson, 1897)
- Sticteulima cameroni Laseron, 1955
- Sticteulima constellata (Melvill, 1898)
- Sticteulima fuscopunctata (E. A. Smith, 1890)
- Sticteulima incidenta (Laseron, 1955)
- Sticteulima jeffreysiana (Brusina, 1869)
- Sticteulima lata Bouchet & Warén, 1986
- Sticteulima lentiginosa (A. Adams, 1861)
- Sticteulima piperata (Sowerby, 1901)
- Sticteulima piperita (Hedley, 1909)
- Sticteulima plenicolora Raines, 2003
- Sticteulima portensis (Laseron, 1955)
- Sticteulima richteri Engl, 1997
- Sticteulima spreta (A. Adams, 1864)
- Sticteulima wareni Engl, 1997